# Magnus Rodell
Magnus Rodell, född 1969 i Norrköping är en svensk historiker.
Magnus Rodell blev filosofie doktor i idé- och lärdomshistoria 2002, docent i idéhistoria 2013 och är  verksam som lektor i idéhistoria vid Institutionen för historia och samtidsstudier, Södertörns högskola, sedan 2009. 
Rodell har bland annat skrivit om monument, nationsformering, materiell kultur, historiebruk och skapandet av kulturella gränser. Ett pågående projekt handlar om det svenska nationaldagsfirandets medie- och kulturhistoria 1893–2005.